# Felsőzsolca
Felsőzsolca es una pequeña ciudad del condado de Borsod-Abaúj-Zemplén, en el norte de Hungría, en el distrito de Miskolc. Es la décima ciudad con mayor población del condado de Borsod-Abaúj-Zemplén y la segunda más grande de la aglomeración de Miskolc.

## Ubicación
Felsőzsolca está situada junto a Miskolc, a 1 km de las afueras de la capital del condado, si bien los centros de las dos ciudades están a unos 6km el uno del otro. La ciudad se encuentra en el extremo oriental del monte Bükk, en el margen izquierdo del río Sajó, en la región de Borsod, y limita con la ladera oriental de Abaúj. La topografía es plana, ligeramente montañosa.

## Transporte
Se puede acceder por las carreteras 3 y 37, en tren (línea Budapest - Miskolc - Sátoraljaújhely) y (línea Miskolc - Hidasnémeti). La estación de tren está 3 kilómetros de la ciudad.
El transporte público para Felsőzsolca lo proporciona la Compañía de Transporte de Miskolc. Actualmente, solo una línea de autobús, la 7, da servicio a los ciudadanos. Además, varios autobuses recorren la ciudad por las calles Szent István y Kassai.

## Clima
El clima es continental, con una temperatura media anual de 11 ºC, y una máxima alrededor de los 35 ºC. La temperatura mínima histórica de la ciudad es de -25 ºC.

## Hidrogeología
Junto al pueblo, en la orilla oeste, se encuentra el río Sajó y su afluente, el Pequeño Bódva. Entre Miskolc y Felsőzsolca había un lago, llamado el Estanque del Sacerdote, con una leyenda asociada. Según esta, una iglesia se había hundido en el estanque. El estanque se drenó en 2008 para realizar construcciones en la zona. En junio de 2010, una inundación histórica azotó Felsőzsolca. De un total de 2 200 casas, unas 1 800 resultaron dañadas y más de 200 se derrumbaron.

## Historia
La zona ha estado habitada desde el Neolítico. La ciudad se menciona por primera vez en 1281 en un documento sobre el territorio disputado entre Zsolca y Miskolc. El documento establece que el límite entre ambas ciudades siempre será el río Sajó.
En la Edad Media, Zsolca fue un pueblo próspero hasta que los ocupantes turcos lo destruyeron. El pueblo sufrió graves daños durante la revolución contra los Habsburgo de 1848 y 1849, cuando las fuerzas rusas (aliadas de los Habsburgo) lo incendiaron. En 1867 se erigió un monumento conmemorativo de la Batalla de Zsolca, lo que convirtió al pueblo en el segundo lugar del país donde se erigió un monumento a la revolución.
Durante el siglo XX, el condado se convirtió en una importante zona industrial, y la población de Felsőzsolca creció rápidamente gracias a su proximidad a Miskolc. En 1980 contaba con más de 7 000 habitantes y en 1997 obtuvo el estatus de ciudad.
A diferencia de muchos pueblos de la zona, Felsőzsolca logró evitar ser anexionada por Miskolc, principalmente gracias al río Sajó, que actúa como frontera natural entre ellas. Ambas ciudades conviven en simbiosis. A pesar de ser una ciudad soberana fuera de los límites de Miskolc, Felsőzsolca está conectada directamente con Miskolc mediante las líneas de autobús de MVK Zrt.
Antes de la Segunda Guerra Mundial, había una comunidad judía en Felsőzsolca. En su apogeo, la comunidad contaba con 82 judíos, la mayoría de los cuales fueron asesinados por los nazis durante el Holocausto.

## Grupos étnicos
El 91% de la población tiene nacionalidad húngara y el 9% de los habitantes, romaní. De esta población, también residen en Felsőzsolca las minorías búlgara y polaca.

## Ciudades hermanadas
- Draganovo, Bulgaria
- Kanjiža, Serbia
- Kráľovský Chlmec, Eslovaquia
- Lupeni, Rumanía
- Olsztynek, Polonia
- Vyshkovo, Ucrania